# الأيام (مسلسل ياباني)
الأيام هو مسلسل درامي ياباني، تم اصداره على نتفليكس في 1 يونيو 2023.

## القصة
يحكي المسلسل قصة مسؤولين حكوميين يابانيين وموظفي شركة طوكيو للطاقة الكهربائية وموظفي محطة فوكوشيما دايتشي للطاقة النووية في أوكوما باليابان في أعقاب زلزال وتسونامي توهوكو عام 2011، حيث تسبب الأمواج الهائلة أضرارًا لمحطة الطاقة النووية، والذي يؤدي إلى كارثة فوكوشيما النووية، ويحكي سلسلة الأحداث في أعقاب تلك الحادثة، حيث يعتبر بعض الأشخاص أبطالًا منعوا كارثة نووية أكبر بكثير، بينما يلوم آخرون على عدم منع الكارثة التي حدثت.

## طاقم التمثيل
- كوجي ياكوشو بدور ماساو يوشيدا
- ياتاكا تاكنوتشي
- فوميو كوهيناتا بدور رئيس وزراء اليابان
- كاورو كوباياشي
- تاكوما أوتو
- كين ميتسوشي
- كينيتشي إندو
- يوريكو إيشيدا
- يوكي إيزوميساوا
- وجي سوزوكا
- ميتسورو فوكيكوشي
- تومومي ماروياما

## روابط خارجية
- الأيام (مسلسل ياباني) على موقع IMDb (الإنجليزية)
- الأيام (مسلسل ياباني) على موقع روتن توميتوز (الإنجليزية)
- الأيام (مسلسل ياباني) على موقع نتفليكس (الإنجليزية)
- الأيام (مسلسل ياباني) على موقع كينوبويسك (الروسية)
- الأيام (مسلسل ياباني) على موقع ألو سيني (الفرنسية)
- الأيام (مسلسل ياباني) على موقع قاعدة بيانات الفيلم (الإنجليزية)